# 792 Metcalfia
A 792 Metcalfia (ideiglenes jelöléssel 1907 ZC) a Naprendszer kisbolygóövében található aszteroida. Joel Hastings Metcalf fedezte fel 1907. március 20-án.